# Paul Vidal
Pour les articles homonymes, voir Vidal.
Ne doit pas être confondu avec Paul Vidal (homme politique).
Paul Vidal, né le 16 avril 1863 à Toulouse et mort le 9 avril 1931 à Paris, est un compositeur français.

## Biographie
Paul Vidal fait ses études au conservatoire de Toulouse, puis au Conservatoire de Paris où il était l'élève d'Antonin Marmontel pour le piano et d'Émile Durand pour l'harmonie. Il obtient un 1er prix d'harmonie en 1879, et deux ans plus tard, un 1er prix de contrepoint et fugue. Il est 1er grand Prix de Rome en 1883 avec la cantate Le Gladiateur. Il est à l'Opéra sous-chef des chœurs en 1889, directeur du chant en 1892, chef d'orchestre en 1906. Il est directeur de la musique à l'Opéra-Comique de 1914 à 1919. Depuis 1910, il enseigne par ailleurs au Conservatoire de Paris le solfège, l'accompagnement et la composition. Il est cofondateur avec Georges Marty des concerts de l'Opéra (1895-1897). Il est également connu pour ses exercices d'harmonie pour le piano, le Recueil de basses et chants donnés, instrument pédagogique préféré de son élève Nadia Boulanger.

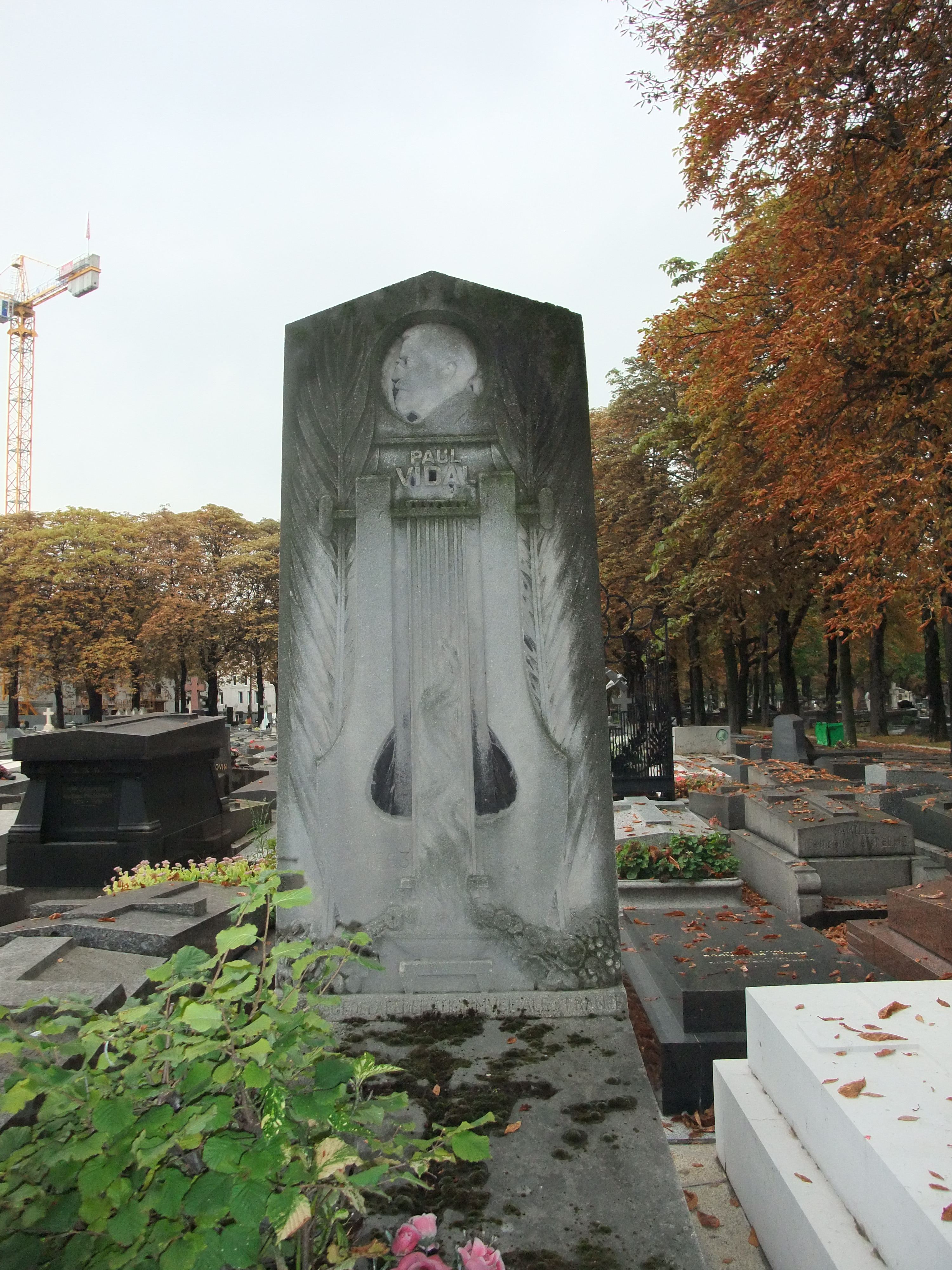
Tombe de Paul Vidal aux Batignolles.

Parmi ses élèves en classe de composition, figurent Michał Kondracki, Lili Boulanger, Marguerite Canal, Jean Doyen, Albert Wolff, Eugène Bigot, Jacques de La Presle, André Fleury, Joseph Noyon, Raymond Loucheur et Rudolph Dunbar.
Vidal laisse des mélodies, des motets, des mystères, des cantates, des opéras (Guernica, 1895), (Burgonde, 1898), (Ramsès, 1908), une opérette (Éros, 1892), des ballets (La Maladetta, 1893), (L'Impératrice, 1901), des musiques de scène  (Ramsès de Joseph de Pesquidoux,  Grand théâtre égyptien de l'Exposition universelle, 1900) , des pantomimes ainsi que des écrits didactiques. Paul Vidal a également orchestré la partition de La Vivandière de Benjamin Godard, que celui-ci a laissé inachevée à sa mort survenue en 1895 à Cannes.
En particulier, il participe aux festivités organisées par Emile Pouvillon et Henry Lapauze, lors de l'érection d'un monument en l'honneur de Léon Cladel : il dirige lui-même l'exécution d'une cantate sur des vers néo-romans d'Auguste Quercy, intitulés lou Metjoun qu'il avait écrite tout spécialement pour l'événement.
Dans les années 1930, son nom est donné à la place Saint-Georges, à Toulouse. Finalement, en 1941, la place reprend son premier nom, tandis que l'ancienne rue Saint-Georges reçoit celui de rue Paul-Vidal. Deux autres musiciens toulousains sont ainsi mis à l'honneur dans le prolongement de la rue Paul-Vidal : Louis Deffès et Paul Mériel.
Il est inhumé à Paris au cimetière des Batignolles (26e division). Après sa mort, c'est Henri Büsser qui est nommé professeur de composition au Conservatoire de Paris en remplacement de Paul Vidal.
Son frère Joseph-Bernard Vidal (1859-1924) était un chef d'orchestre et un compositeur qui a écrit des opérettes.